# Селезнёв, Владимир Викторович
Владимир Викторович Селезнёв (род. 25 апреля 1973, Нижний Тагил) — современный российский художник и куратор.
Основные техники: живопись, инсталляция, видеоарт.
В своих кураторских и художественных проектах активно работает с региональной тематикой.

## Биография
Родился в 1973 году в городе Нижний Тагил Свердловской области. С искусством в семье был связан только дед — наивный художник Федор Каменских. Он хорошо известен на Урале — его работы находятся в коллекциях Нижнетагильского музея изобразительных искусств и Музее Наива в Екатеринбурге.
Служба в армии 1991—1993 годы. С 1994 по 1997 работал в Доменном цехе Нижнетагильского металлургического комбината сварщиком.
В 1997 году поступил на художественно-графический факультет Нижнетагильского педагогического института. Окончил в 2002 году.
Организатор и участник арт-группы Zer Gut (2001—2005).
С 2003 по 2008 работал в екатеринбургской компании Targem Games, где принимал участие в разработке популярной серии видеоигр Ex Machina..
С февраля 2005 года являлся куратором художественных проектов Центра действия «Н. О. Г. А.» (Екатеринбург).
В 2008 — 2012 годах являлся участником группы «4 позиции Бруно» как художник и виджей.
С ноября 2006 года по апрель 2019 года куратор Уральского филиала Государственного центра современного искусства (ГЦСИ-РОСИЗО).
Произведения находятся в коллекциях Нижнетагильского музея изобразительных искусств, Государственного центра современного искусства (Москва), Музея современного искусства ПЕРММ (Пермь), Stadtgalerie (Киль, Германия).
С 2014 по 2018 год преподает в Российском государственном профессионально-педагогическом университете, на кафедре «Арт-Дизайн».
До осени 2022 года жил и работал в Екатеринбурге. Ныне проживает в Германии.

## Персональные выставки
- 2010 «Сияющие паразиты»[4], галерея Поле (Екатеринбург)
- 2012 «Погружение»[5], галерея Окно (Челябинск)
- 2013 Metropolis.Kiel[6], галерея К-34 (Киль, Германия)
- 2016 Выставка «Сиамский дух»[7], Фонд Культурный Транзит (Екатеринбург)
- 2016 «ET SIM.»[8] . Совместная выставка с Ириной Даниловой (Нью-Йорк). Галерея К-34 (Киль, Германия)
- 2016 «Pornushka news»[9], Underdog gallery (Гамбург, Германия)
- 2018 «Метрополис. Краснодар»[10], центр современного искусства «Типография» (Краснодар)
- 2018 «Иногда кратчайший путь — самый длинный»[11], Арт-галерея Ельцин Центра (Екатеринбург)
- 2018 From Chaos[12][13], в галерее OnSpace (Киль, Германия)
- 2020 «Новая мифология Коломны»[14], итоговая выставка резиденции в Арт-Коммуналке (Коломна)
- 2022 «Ненадежный рассказчик»[15], «Синара Центр» (Екатеринбург)
- 2022 «Тряпочки»[16][17], ЦТИ «Фабрика» (Москва)
- 2024 «Старикам тут не место 2»[18][19], галерея «корней» (Москва)
- 2024 — 2025 «Metropolis Cologne» [20][21] Krings-Ernst Gallery, Кёльн, Германия

## Групповые выставки
- 2010 «Новая серьезность/Интересная вещь»[22] Государственный центр современного искусства (Москва)
- 2011 «История российского видеоарта. Том 3»[23], Московский музей современного искусства (Москва)
- 2011 Программа «СИНЕ ФАНТОМ» (Альтернатива)[24], 33 Московский международный кинофестиваль, кинотеатр «Октябрь» (Москва)
- 2012 2-я Уральская индустриальная биеннале современного искусства, Основной проект[25], типография «Уральский рабочий» (Екатеринбург)
- 2013 Выставка номинантов Всероссийского конкурса в области современного визуального Искусства «Инновация»[26], Государственный центр современного искусства (Москва)
- 2013 Проект LUZHAIKA[27], Новая Голландия (Санкт-Петербург)
- 2013 Выставка номинантов премии Кандинского[28], «Ударник» (Москва)
- 2013 The Desire for Freedom, Art in Europe Since 1945[29], MOCAK (Краков, Польша)
- 2015 Выставка Lost in Transformation[30], Центр культурной коммуникации (Клайпеда, Литва)
- 2015 Brural: Skin of liberty: fractured & re-structured,[31] Brooklyn Fire Proof (Бруклин, Нью-Йорк)
- 2017 Триеннале российского современного искусства[32], Музей современного искусства «ГАРАЖ» (Москва)
- 2018 Квандонская биеннале современного искусства[33]. (Каннын, Южная Корея)
- 2019 «Местные. От возможности сделать что-то здесь до возможности открыть в себе что-то»[34][35], Уральский филиал ГЦСИ (Екатеринбург)
- 2019 «Революция в прямом эфире»[36], Ельцин Центр (Екатеринбург)
- 2020 Инклюзивный проект «Искусство быть»[37], Музей истории ВМЗ (Выкса)
- 2020 Kino Kommunalka — Russische Videokunst[38], галерея OnSpace (Киль, Германия)
- 2021 «Новая живопись Екатеринбурга»[39], Ельцин Центр (Екатеринбург)
- 2021 «Далекие планеты ДАП»[40], Ельцин Центр (Екатеринбург)
- 2022 «Вещь. Пространство. Человек»[41][42] , Новая Третьяковка (Москва)
- 2024 «Квадрат и пространство. От Малевича до ГЭС-2»[43], (Москва)
- 2025 «Станция Уральская»[44], Ельцин Центр (Екатеринбург)

## Кураторская деятельность
- 2009 Передвижная выставка «Внутренний Урал»[45], Лофт-проект ЭТАЖИ (Санкт-Петербург), фестиваль «Живая Пермь» (Пермь), 3 Московская биеннале современного искусства на площадке Центра М’АРС (Москва), Екатеринбургский музей изобразительных искусств (Екатеринбург)
- 2013 Выставочный проект «Жизнь других», Уральский филиал ГЦСИ (Екатеринбург)[46], Музей советского наива (Пермь)[47]
- 2014 QUARANTÄNE[48], галерея К-34 (Киль, Германия)
- 2014 «Карантин. Медиаэкстракт»[49]. Проект параллельной программы Биеннале молодого искусства, Галерея-мастерская ГРАУНД ХОДЫНКА (Москва)
- 2015 Выставочный проект «Трибьют Б. У. Кашкину. И жизнь прожил, и жив ишо»[50] Уральский филиал ГЦСИ (Екатеринбург)
- 2015 Российско-американский проект «Brural: Skin of liberty: fractured & re-structured»[51], Brooklyn Fire Proof (Бруклин, Нью-Йорк)
- 2016 Выставка африканского киноплаката «Вот такое кино!»[52], Уральский филиал ГЦСИ (Екатеринбург)
- 2016 Образовательный проект и выставка «Я — художник!»[53], Уральский филиал ГЦСИ (Екатеринбург)
- 2017 «Миростроение»[54]. Специальный проект Уральской индустриальной биеннале современного искусства, Нижнетагильский музей-заповедник «Горнозаводской Урал», Нижнетагильский музей изобразительных искусств (Нижний Тагил)
- 2017—2018 Выставка «Приручая пустоту. 50 лет современного искусства Урала», Уральский филиал ГЦСИ (Екатеринбург)[55], ГЦСИ (Москва)[56], Арсенал (Нижний Новгород)[57]
- 2018 Параллельная программа[58] 8-го фестиваля городской культуры «Арт-Овраг» (Выкса)[59]
- 2019 «То, чего не может быть»[60][61]. Параллельная программа 9-го фестиваля городской культуры «Арт-Овраг» (Выкса), Музей истории АО ВМЗ
- 2019 Специальный проект 5-й Уральской индустриальной биеннале современного искусства «После нас»[62][63], Уральский филиал ГЦСИ (Екатеринбург)
- 2019 «Открытые пределы»[64]. Выставка в рамках XIII Красноярской музейной биеннале. Музейный центр «Площадь Мира» (Красноярск)
- 2019 Специальный проект 5-й Уральской индустриальной биеннале современного искусства «Все не то, чем кажется»[65][66], Музейный комплекс им. И. Я. Словцова (Тюмень)
- 2020 «Немосква не за горами»[67][68], выставочный проект ЦВЗ Манеж (Санкт-Петербург)
- 2021 Программа арт-резиденций 6-й Уральской индустриальной биеннале современного искусства[69], Музейный комплекс УГМК (Верхняя Пышма)
- 2022 Выездная образовательная программа для подростков и педагогов EDUcamp[70] (село Исетское)

## Награды и премии
- 2011 Приз зрительских симпатий Красноярской музейной биеннале[71]. Проект «Бородинский Уголь»
- 2012 Номинант Всероссийской премии «Инновация» в номинации «Произведение визуального искусства»[72]. Проект «Пространство борьбы»
- 2013 Номинант премии Кандинского в номинации «Проект года»[73]. Проект «Метрополис»
- 2013 Лонг-лист премии им. Сергея Курехина. Проект «Метрополис»
- 2018 Шорт-лист премии «Инновация» в номинации «Региональный проект»[74]. Проект «Миростроение»
- 2019 Премия им. Сергея Курехина в номинации «Лучший кураторский проект»[75]
- 2019 Премия «Инновация» в номинации «Художник Года»[76][77]

## Известные работы

### «Метрополис» (2010—2019)
Название проекта Владимира Селезнёва «Метрополис» отсылает к знаменитому фильму Фрица Ланга 1927 года — немецкой киноантиутопии, в которой воображаемый город разделен на два непересекающихся пласта: верхний, где обитают хозяева жизни, и нижний — чёрный мир рабочих и машин. В своей работе художник также показывает две стороны мегаполиса. Груда мусора, из которого он собирает свой город и которая символизирует «темную» бытовую сторону, при «переключении» картинки превращается в романтический образ, который можно увидеть ночью из самолёта: цепочки огней обозначают линии проспектов, освещенные пятна — жилые и заводские районы. Футуристическая антиутопия Ланга снова актуальна для современной России, где существует пропасть между миром сверхбогатых и бедных. Инсталляция «Метрополис» это разделение выявляет со всей обескураживающей безжалостностью.
За время своего существования проект «Метрополис» был создан для Екатеринбурга, Перми, Казани, Краснодара, Санкт-Петербурга, Москвы, Сеула и других городов.

### «Поэзия рабочего удара» (2015—2017)
«Поэзия рабочего удара» — проект, созданный для Перформанс-платформы 3-й Уральской индустриальной биеннале современного искусства. Перформанс собран из музыки, видео и оригинальной поэзии Алексея Гастева, выпустившего в 1918 году одноимённый сборник. Это гимн пролетариату, где реалистические детали смешиваются со смелыми метафорами и фантастическими мотивами. На глазах у зрителей все составляющие перформанса распадаются и складываются воедино в мощный визуальный динамический ряд. Ритмически жесткие, хлесткие стихи рабочего удара воспевают индустриальную тему первых пятилеток, из которой рождаются главные образы перформанса — оживший завод-гигант, человек-машина.
Музыка к перформансу — «4 позиции Бруно», видеоряд — Владимир Селезнёв. Автор проекта Ольга Комлева.
Проект также был показан в рамках выставки «Экспресс Панорама: мечты сбываются» в Литературном музее им. В. П. Астафьева (Красноярск), на фестивале театра и перформанса ГЛОБУС 2.0 в центре МАРС (Москва), на Литературном фестивале «Зазубрина» в Канске.
«В 2011 году для фестиваля „Современное искусство в традиционном музее“ я делал инсталляцию „Метрополис“ в Потерне Государева бастиона Петропавловской крепости. Для ее создания мне требовался мусор, и строгая смотрительница неодобрительно смотрела на мешки разного хлама, которые я приносил в музей, и не стесняла себя комментариями. Но позже мы разговорились: она и сама занималась искусством, показала мне свои акварели. Многие современные художники сталкиваются с неодобрением и неприятием их работ музейными смотрителями. В то время как зритель, посмотрев выставку, может уйти и забыть о произведениях, которые он там увидел и которые ему, возможно, не понравились, — сотрудницы музеев вынуждены долгое время находиться при нелюбимых объектах. Вспоминая свой опыт общения со смотрителями, я хочу создать выставку, которая отвечала бы их представлениям об искусстве. Каждый день они охраняют произведения художников от активных зрителей, порой вынуждены отвечать на вопросы публики вместо отсутствующих кураторов. Вместе с ними мы попробуем создать „идеальную выставку“, выполнять служебные обязанности, в пространстве которой им было бы, как минимум, приятно. Смотрительницы знают многое о жизни музея и публики в музее. Они — постоянные зрители. Современные музеи стремятся учитывать мнение аудитории и вынуждены лавировать между популярностью и миссией. Что произойдет, если музей прислушается к тем, кто изо дня в день присматривает за искусством и приглядывается к публике?». (Владимир Селезнёв)
Видео о проекте: https://vimeo.com/142622145

### «Приручая Пустоту. 50 лет современного искусства Урала» (2017—2018)
Кураторский проект Владимира Селезнёва — коллективная выставка уральских художников. Выставка представляет наиболее полное исследование современного искусства Урала с 1960-х — момента становления альтернативной художественной среды, по сегодняшний день.
Антология не только представляет ключевые имена и работы, фиксируя историю развития уральского искусства с 1967 по 2017 годы, но и рассказывает об уникальной культурной ситуации, сложившейся на Урале. Исследование затрагивает проблематику существования арт-среды в нестоличном городе, которая буквально из пустоты возникает в удаленных от культурных центров областях и постепенно вырабатывает собственный язык и индивидуальность. Выставка «Приручая пустоту. 50 лет современного искусства Урала» — рассказ о возникновении почвы и условий для существования искусства в Уральском регионе, формировании его художественной специфики и характерной визуальности.

Точкой отсчета для появления современного искусства на Урале можно считать работу Валерия Дьяченко «Чье это облако?» (1967), которая, по мнению исследователя свердловского неофициального искусства Татьяны Жумати, может быть названа одним из первых произведений советского концептуализма, появившимся задолго до образцов «московской школы».
«В этом разговоре для меня было важно проследить опосредованное влияние [тех художников] на современность, в том числе и на мое творчество. Грубо говоря, понять, как я связан, например, с „уктуссцами“ и с их методами: как это во мне прижилось, или не прижилось, или во что трансформировалось („Уктусская школа“ — свердловские прото-концептуалисты, были активны во второй половине 60-х и в начале 70 годов. — „Д“). Постепенно начинаешь видеть звенья цепи: одни повлияли на тех, те — на других, и в конечном счете это дошло и до меня, пусть и через пятые руки. Есть в этом и что-то от психоаналитики». (Владимир Селезнёв)

### «Камон, Лотреамон!» (2018)
Перформанс «Камон, Лотреамон!» — первый проект независимого театра «Место» — исследует знаковый для истории искусства текст Лотреамона «Песни Мальдорора», написанный ещё в XIX веке, но оказавший влияние на авангардные течения начала XX века и ставший предтечей сюрреализма. Этот мрачный циничный текст богат множеством ярких гротескных образов и персонажей.
Художник Владимир Селезнев, один из авторов перформанса, создал многоканальную видеоинсталляцию, которая проецируется на все стены камерного зала, создавая эффект нахождения внутри пространства сюрреалистического комикса.
«Текст „Камон, Лотреамон!“ я понимаю как свойственный юности вызов устоявшимся идеалам — сброс идолов с пьедестала. Какой-то демонический персонаж борется со всем миром и со своим внутренним „я“. Книга появилась еще в 1860-х годах, но долгое время про нее не знали — общество было не готово. Уже после Бодлера и других проклятых поэтов текст всплыл заново: его открыли сюрреалисты и приняли в качестве своего манифеста.
Видеоинсталляция здесь — во многом замена декораций. Спектаклю она придает дополнительный смысл. Как референс я взял историю с сюрреалистами — подумал, что правильно будет сделать акцент на этапы формирования искусства и проиллюстрировать фрагменты текста различными произведениями, созданными века назад. Актеры взаимодействуют с картинками, которые постоянно всплывают и меняются. Зрителю это дает новые впечатления. Проекции — это мультимедийная среда, к которой мы привыкли, повсюду нас окружают экраны». (Владимир Селезнёв)

## Каталоги выставок
- Селезнёв В. В. Иногда кратчайший путь — самый длинный. — Екатеринбург: Арт-галерея Президентского центра Б. Н. Ельцина, 2018. — ISBN 978-5-4490-9158-1.2011.